# Nekrolog 1253
Nekrolog
◄◄
| ◄
| 1249
| 1250
| 1251
| 1252
| 1253 | 1254 | 1255 | 1256 | 1257 | ► | ►►
Weitere Ereignisse | Allgemeiner Nekrolog 1253
Die Beschreibung der verstorbenen Person sollte so kurz wie möglich gehalten sein und nur deren signifikante Tätigkeit(en) enthalten.
Neue Namen ggf. auch unter dem Geburts- und Sterbedatum, also etwa unter 1. Januar und im Geburts- und Sterbejahr (2024) eintragen (nur bei entsprechender großer Wichtigkeit). Für Beispiele siehe die schon vorhandenen Artikel.
Außerdem über die fünf zuletzt Verstorbenen, zu denen es einen ausreichend guten Artikel für eine Präsentation auf der Hauptseite gibt, nach der todesbedingten Überarbeitung der Artikel ggf. auch unter Wikipedia Diskussion:Hauptseite informieren und sie am besten auch in den anderen Wikipedia-Sprachversionen eintragen. Tipp: Regelmäßig bei news.google.de nach „ist tot“, „gestorben“ oder „verstorben“ suchen.
Wenn eine Person gestorben ist, gibt es viele Seiten zu dieser Person in der Wikipedia, die davon auch betroffen sind und entsprechend aktualisiert werden müssen. Beispiele: Namenübersichtsseite, Geburtsjahr, Geburtsort-Seiten und viele mehr.
Wie finde ich die betroffenen Seiten?
Im Suchfeld auf der linken Seite gibt man den Suchbegriff so ein: „Vorname Nachname“. Dann klickt man auf Volltext und alle Seiten mit entsprechendem Suchtext werden aufgerufen. Hier sieht man dann schnell, wo auch das Todesjahr Sinn macht oder sogar ein Teil des Artikels angepasst werden muss. Auch hilft das „Werkzeug“ auf der linken Seite sehr gut, um solche Seiten aufzufinden: „Links auf diese Seite“. Somit ist die Wikipedia wieder aktuell in allen Bereichen! Hinweis: bei Eintragung der Kategorie „Gestorben JAHR“ wird der Missbrauchsfilter 49 ausgelöst, was jedoch nicht schlimm ist. Siehe: Spezial:Missbrauchsfilter/49
Dies ist eine Liste von im Jahr 1253 verstorbenen bekannten Persönlichkeiten. Die Einträge erfolgen innerhalb der einzelnen Daten alphabetisch sortiert. Tiere sind im Nekrolog für Tiere zu finden.

## Januar
| Tag        | Name                | Beruf, bekannt als     | Alter | Beleg |
| ---------- | ------------------- | ---------------------- | ----- | ----- |
| 1. Januar  | Marino Morosini     | Doge von Venedig       |       |       |
| 11. Januar | Pierre de Bar       | französischer Kardinal |       |       |
| 13. Januar | Johann von Diepholz | Bischof von Minden     |       |       |

## März
| Tag      | Name | Beruf, bekannt als                      | Alter | Beleg |
| -------- | ---- | --------------------------------------- | ----- | ----- |
| 12. März | Fina | Heilige der römisch-katholischen Kirche |       |       |

## April
| Tag       | Name                    | Beruf, bekannt als                                            | Alter | Beleg |
| --------- | ----------------------- | ------------------------------------------------------------- | ----- | ----- |
| 3. April  | Richard von Chichester  | Bischof von Chichester und Heiliger der Anglikanischen Kirche |       |       |
| 5. April  | Wilbrand von Käfernburg | Erzbischof von Magdeburg                                      |       |       |
| 22. April | Elias von Cortona       | Generalminister der Franziskaner                              |       |       |

## Juni
| Tag      | Name                                         | Beruf, bekannt als                                                    | Alter | Beleg |
| -------- | -------------------------------------------- | --------------------------------------------------------------------- | ----- | ----- |
| 3. Juni  | Margaret de Beaumont, 7. Countess of Warwick | englische Adlige                                                      |       |       |
| 12. Juni | Bonifatius II.                               | Markgraf von Montferrat und Titularkönig von Thessaloniki (1239–1240) |       |       |

## Juli
| Tag      | Name        | Beruf, bekannt als             | Alter | Beleg |
| -------- | ----------- | ------------------------------ | ----- | ----- |
| 8. Juli  | Theobald I. | König von Navarra (1234–1253)  | 52    |       |
| 13. Juli | Amadeus IV. | Graf von Maurienne und Savoyen |       |       |
| 22. Juli | Albert III. | Graf von Tirol                 |       |       |

## August
| Tag        | Name             | Beruf, bekannt als                 | Alter | Beleg |
| ---------- | ---------------- | ---------------------------------- | ----- | ----- |
| 11. August | Klara von Assisi | Gründerin des Ordens der Klarissen |       |       |

## September
| Tag           | Name                 | Beruf, bekannt als | Alter | Beleg |
| ------------- | -------------------- | ------------------ | ----- | ----- |
| 14. September | Ulrich von Ortenburg | Bischof von Gurk   |       |       |
| 23. September | Wenzel I.            | König von Böhmen   |       |       |

## Oktober
| Tag         | Name               | Beruf, bekannt als                                   | Alter | Beleg |
| ----------- | ------------------ | ---------------------------------------------------- | ----- | ----- |
| 9. Oktober  | Robert Grosseteste | englischer Theologe und Bischof von Lincoln          |       |       |
| 31. Oktober | Wilhelm            | römisch-katholischer Geistlicher, Bischof von Cammin |       |       |

## November
| Tag          | Name             | Beruf, bekannt als                              | Alter | Beleg |
| ------------ | ---------------- | ----------------------------------------------- | ----- | ----- |
| 16. November | Agnes von Assisi | Klarisse, Heilige, Schwester der Heiligen Klara |       |       |
| 29. November | Otto II.         | Herzog von Bayern                               | 47    |       |

## Datum unbekannt
| Tag                         | Name                       | Beruf, bekannt als                                      | Alter | Beleg |
| --------------------------- | -------------------------- | ------------------------------------------------------- | ----- | ----- |
|                             | Christian II. von Bolanden | Erzbischof von Mainz                                    |       |       |
|                             | Dōgen                      | japanischer Zen-Meister                                 |       |       |
|                             | Hermann I. von Holte       | Abt der Benediktinerabtei Corvey (1223–1253)            |       |       |
|                             | Meinhard von Kranichfeld   | Bischof von Halberstadt                                 |       |       |
| zwischen Januar und Oktober | Helen ferch Llywelyn       | cambro-normannische Adlige                              |       |       |
|                             | Nikolaus von Nauen         | Prämonstratenser und vierter Bischof von Riga           |       |       |
|                             | Albero II. von Polheim     | erster Landrichter von Österreich ob der Enns           |       |       |
|                             | Petrus de Collemedio       | Kardinalbischof von Albano, Legat, Erzbischof von Rouen |       |       |
|                             | Theodoros I. Angelos       | Despot von Epirus, Gegenkaiser in Thessaloniki          |       |       |
|                             | William de Vesci           | englischer Adliger                                      |       |       |
|                             | Mathilde von Vianden       | Adlige                                                  |       |       |